# Angelo Cereser
Angelo Cereser (Eraclea, 6 aprile 1944) è un ex calciatore italiano, di ruolo difensore.

## Caratteristiche tecniche
In origine portiere, si trasformò per esigenze tattiche in centromediano prima, e libero in seguito.
Abile nel gioco aereo, faceva della grinta il suo punto di forza, badando esclusivamente alla sostanza, e per questo fu soprannominato Trincea dai tifosi granata.

## Carriera

### Giocatore

#### San Donà
Iniziò a dare i primi calci al pallone nel San Donà. Nei primi anni sessanta nella squadra biancoceleste iniziavano la loro carriera anche giocatori come Elvio Salvori, Enzo Ferrari e Gianfranco Bedin.

#### Torino
Nel 1962 fu acquistato dal Torino, molto attivo nel monitorare i giovani talenti del Lombardo-Veneto. Dopo tre anni di apprendistato nelle giovanili venne inserito in prima squadra nella stagione 1965-1966, e il 19 settembre esordì nel match Spal-Torino (0-0).

Cereser (in piedi, primo da sinistra) nell'undici granata della stagione 1967-1968, vincitore della Coppa Italia.

L'allenatore Nereo Rocco lo impostò marcatore puro e concluse la sua prima stagione con 16 presenze, mentre in quella successiva entrò in pianta stabile a far parte dei titolari collezionando 25 gettoni in campionato. Nella stagione 1967-1968 venne chiamato alla guida della squadra Edmondo Fabbri che lo trasformò in libero, ruolo che ricoprì per il resto della sua carriera. Quella stagione fu contrassegnata dalla tragica scomparsa di Luigi Meroni e dalla vittoria della Coppa Italia.
Nella stagione 1968-1969 chiuse con 24 partite in campionato ed esordì in una competizione europea, la Coppa delle Coppe, il 18 settembre 1968 in Partizani-Torino (1-0). Nella stagione 1969-1970 era ormai diventato titolare inamovibile, e in quella successiva conquistò con la squadra la sua seconda Coppa Italia, battendo ai rigori il Milan. Inoltre, stabilì il suo record personale di marcature con 4 gol, di cui due segnate su rigore nel derby di ritorno il 21 marzo 1971.
Per la stagione 1971-1972, con il nuovo allenatore Gustavo Giagnoni la squadra sfiorò la vittoria del campionato, piazzandosi al 3º posto in classifica a un punto dal titolo. Questa fu la sua ultima stagione ad alti livelli, poiché un brutto infortunio al menisco e un incidente stradale lo costrinsero in pratica a saltare la stagione successiva. Nella stagione 1973-1974 ebbe anche alcune incomprensioni con Giagnoni, che lo considerava finito, ma riuscì a riprendere il suo posto in squadra. Nel 1974-1975 tornò in panchina Fabbri, ma le cose andarono male e ci furono critiche anche verso Cereser, accusato di far parte di un clan composto dai giocatori della vecchia guardia. Concluse la sua decennale esperienza in granata con 311 presenze totali, piazzandosi all'undicesimo posto nei giocatori più presenti della storia del Torino.

#### Bologna

Cereser (in piedi, terzo da sinistra) nel Bologna del 1977-1978

Nell'estate del 1975 il  10 luglio 1975 passò al Bologna, dove disputò altri tre campionati di massima serie concludendo l'attività agonistica nel 1978.

### Dopo il ritiro
Nel novembre 1979 divenne direttore sportivo dell'Alessandria per la stagione 1979-1980 che terminò con la retrocessione dei grigi in Serie C2.
Nel febbraio del 1981 venne ingaggiato come allenatore della compagine piemontese del Saluzzo, militante nel campionato di Promozione, incarico che lascerà al termine della stagione, conclusa al 13º posto.

## Statistiche

### Presenze e reti nei club
| Stagione        | Squadra         | Campionato      | Campionato | Campionato | Coppe nazionali | Coppe nazionali | Coppe nazionali | Coppe continentali | Coppe continentali | Coppe continentali | Altre coppe | Altre coppe | Altre coppe | Totale | Totale |
| Stagione        | Squadra         | Comp            | Pres       | Reti       | Comp            | Pres            | Reti            | Comp               | Pres               | Reti               | Comp        | Pres        | Reti        | Pres   | Reti   |
| --------------- | --------------- | --------------- | ---------- | ---------- | --------------- | --------------- | --------------- | ------------------ | ------------------ | ------------------ | ----------- | ----------- | ----------- | ------ | ------ |
| 1960-1961       | Sandonà         | D               | 2          | 0          | -               | -               | -               | -                  | -                  | -                  | -           | -           | -           | 2      | 0      |
| 1961-1962       | Sandonà         | D               | 10         | 0          | -               | -               | -               | -                  | -                  | -                  | -           | -           | -           | 10     | 0      |
| Totale San Donà | Totale San Donà | Totale San Donà | 12         | 0          |                 | -               | -               |                    | -                  | -                  |             | -           | -           | 12     | 0      |
| 1962-1963       | Torino          | A               | 0          | 0          | CI              | 0               | 0               | CM                 | 0                  | 0                  | -           | -           | -           | 0      | 0      |
| 1963-1964       | Torino          | A               | 0          | 0          | CI              | 0               | 0               | -                  | -                  | -                  | -           | -           | -           | 0      | 0      |
| 1964-1965       | Torino          | A               | 0          | 0          | CI              | 0               | 0               | CdC                | 0                  | 0                  | -           | -           | -           | 0      | 0      |
| 1965-1966       | Torino          | A               | 16         | 0          | CI              | 1               | 0               | CdF                | 0                  | 0                  | -           | -           | -           | 17     | 0      |
| 1966-1967       | Torino          | A               | 25         | 0          | CI              | 3               | 0               | CdA                | 5                  | 0                  | -           | -           | -           | 33     | 0      |
| 1967-1968       | Torino          | A               | 17         | 0          | CI              | 8               | 0               | -                  | -                  | -                  | Int         | 2           | 0           | 27     | 0      |
| 1968-1969       | Torino          | A               | 24         | 1          | CI              | 10              | 0               | CdC                | 4                  | 0                  | -           | -           | -           | 38     | 1      |
| 1969-1970       | Torino          | A               | 26         | 0          | CI              | 8               | 0               | -                  | -                  | -                  | -           | -           | -           | 34     | 0      |
| 1970-1971       | Torino          | A               | 27         | 4          | CI              | 12              | 0               | CM                 | 2                  | 0                  | -           | -           | -           | 34     | 4      |
| 1971-1972       | Torino          | A               | 29         | 0          | CI              | 0               | 0               | CdC                | 6                  | 0                  | CdL         | 2           | 0           | 37     | 0      |
| 1972-1973       | Torino          | A               | 14         | 0          | CI              | 0               | 0               | CU                 | 0                  | 0                  | CAI         | 4           | 0           | 18     | 0      |
| 1973-1974       | Torino          | A               | 21         | 0          | CI              | 4               | 0               | CU                 | 2                  | 0                  | -           | -           | -           | 27     | 0      |
| 1974-1975       | Torino          | A               | 27         | 0          | CI              | 10              | 0               | CU                 | 2                  | 0                  | -           | -           | -           | 39     | 0      |
| Totale Torino   | Totale Torino   | Totale Torino   | 226        | 5          |                 | 56              | 0               |                    | 21                 | 0                  |             | 8           | 0           | 311    | 5      |
| 1975-1976       | Bologna         | A               | 25         | 0          | CI              | 3               | 0               | -                  | -                  | -                  | -           | -           | -           | 28     | 0      |
| 1976-1977       | Bologna         | A               | 20         | 0          | CI              | 7               | 0               | -                  | -                  | -                  | -           | -           | -           | 27     | 0      |
| 1977-1978       | Bologna         | A               | 5          | 0          | CI              | 4               | 0               | -                  | -                  | -                  | -           | -           | -           | 9      | 0      |
| Totale Bologna  | Totale Bologna  | Totale Bologna  | 50         | 0          |                 | 14              | 0               |                    | -                  | -                  |             | -           | -           | 64     | 0      |
| Totale carriera | Totale carriera | Totale carriera | 288        | 5          |                 | 70              | 0               |                    | 21                 | 0                  |             | 8           | 0           | 387    | 5      |

## Palmarès
- Coppa Italia: 2

Torino: 1967-1968, 1970-1971